# Honduras op de Olympische Zomerspelen 2008
Honduras nam deel aan de Olympische Zomerspelen 2008 in Peking, China. Het Midden-Amerikaanse land debuteerde op de Zomerspelen in 1968 en deed in 2008 voor de negende keer mee. Net als tijdens de vorige deelnames werd geen medaille gewonnen.

## Deelnemers en resultaten

### Atletiek
| Olympiër         | Discipline      | Resultaat | Prestatie                                         |
| ---------------- | --------------- | --------- | ------------------------------------------------- |
| Rolando Palacios | 100m (m)        | 43e       | serie 9: 4de in 10,49                             |
| Rolando Palacios | 200m (m)        | 26e       | serie 4: 3de in 20,81 kwartfinale 1: 7de in 20,87 |
|                  |                 |           |                                                   |
| Jeimy Bernárdez  | 100m horden (v) | 39e       | serie 4: 8ste in 14,29                            |

### Roeien
| Olympiër           | Discipline | Resultaat | Prestatie                                                                         |
| ------------------ | ---------- | --------- | --------------------------------------------------------------------------------- |
| Norberto Bernárdez | skiff (m)  | 31e       | serie 3: 6de in 9.01,27 halve finale E/F: 4de in 8.29,65 finale F: 2de in 8.32,22 |

### Taekwondo
| Olympiër       | Discipline | Resultaat | Prestatie                      |
| -------------- | ---------- | --------- | ------------------------------ |
| Miguel Ferrera | -80kg (m)  | 11e       | 1ste ronde: V van CHN Zhu: 1-3 |

### Voetbal
| Olympiër | Discipline | Resultaat | Prestatie                                                                |
| --- | ---------- | --------- | ------------------------------------------------------------------------ |
| Kevin Hernández Quiarol Arzú David Molina Samuel Caballero Erick Norales Óscar Morales Emil Martínez Rigoberto Padilla Carlos Pavón Ramón Núñez Luis Rodas Jorge Claros Hendry Thomas Jefferson Bernárdez Luis López Marvin Sánchez David Álvarez Obed Enamorado Edder Delgado José Guity | mannen     | 11e       | groep D: 4de V van Italië: 0-3 V van Kameroen: 0-1 V van Zuid-Korea: 0-1 |

| Groep D |            |             |             |             |             |            |            |            |        |
| #       | Land       | Wedstrijden | Wedstrijden | Wedstrijden | Wedstrijden | Doelpunten | Doelpunten | Doelpunten | Punten |
| #       | Land       | G           | W           | G           | V           | V          | T          | Saldo      | Punten |
| 1       | Italië     | 3           | 2           | 1           | 0           | 6          | 0          | +6         | 7      |
| 2       | Kameroen   | 3           | 1           | 2           | 0           | 2          | 1          | +1         | 5      |
| 3       | Zuid-Korea | 3           | 1           | 1           | 1           | 2          | 4          | -2         | 4      |
| 4       | Honduras   | 3           | 0           | 0           | 3           | 0          | 5          | -5         | 0      |

| Ronde       | Datum  | Plaats     | Land | Score    | Land |
| ----------- | ------ | ---------- | ---- | -------- | ---- |
| Groepsfase  |        |            |      |          |      |
| 7 augustus  | Peking | Honduras   | 0-3  | Italië   |      |
| 10 augustus | Peking | Kameroen   | 1-0  | Honduras |      |
| 13 augustus | Peking | Zuid-Korea | 1-0  | Honduras |      |

### Zwemmen
| Olympiër         | Discipline           | Resultaat | Prestatie               |
| ---------------- | -------------------- | --------- | ----------------------- |
| Javier Hernández | 200m vlinderslag (m) | 42e       | serie 1: 4de in 2.02,23 |
|                  |                      |           |                         |
| Sharon Fajardo   | 50m vrije slag (v)   | 51e       | serie 5: 1ste in 27,19  |

Afghanistan · Albanië · Algerije · Amerikaanse Maagdeneilanden · Amerikaans-Samoa · Andorra · Angola · Antigua en Barbuda · Argentinië · Armenië · Aruba · Australië · Azerbeidzjan · Bahama's · Bahrein · Bangladesh · Barbados · België · Belize · Benin · Bermuda · Bhutan · Bolivia · Bosnië en Herzegovina · Botswana · Brazilië · Britse Maagdeneilanden · Bulgarije · Burkina Faso · Burundi · Cambodja · Canada · Centraal-Afrikaanse Republiek · Chili · China · Chinees Taipei · Colombia · Comoren · Congo-Brazzaville · Congo-Kinshasa · Cookeilanden · Costa Rica · Cuba · Cyprus · Denemarken · Djibouti · Dominica · Dominicaanse Republiek · Duitsland · Ecuador · Egypte · El Salvador · Equatoriaal-Guinea · Eritrea · Estland · Ethiopië · Fiji · Filipijnen · Finland · Frankrijk · Gabon · Gambia · Georgië · Ghana · Grenada · Griekenland · Groot-Brittannië · Guam · Guatemala · Guinee · Guinee‑Bissau · Guyana · Haïti · Honduras · Hongarije · Hongkong · Ierland · IJsland · India · Indonesië · Irak · Iran · Israël · Italië · Ivoorkust · Jamaica · Japan · Jemen · Jordanië · Kaaimaneilanden · Kaapverdië · Kameroen · Kazachstan · Kenia · Kirgizië · Kiribati · Koeweit · Kroatië · Laos · Lesotho · Letland · Libanon · Liberia · Libië · Liechtenstein · Litouwen · Luxemburg · Macedonië · Madagaskar · Malawi · Malediven · Maleisië · Mali · Malta · Marshalleilanden · Marokko · Mauritanië · Mauritius · Mexico · Micronesië · Moldavië · Monaco · Mongolië · Montenegro · Mozambique · Myanmar · Namibië · Nauru · Nederland · Nederlandse Antillen · Nepal · Nicaragua · Nieuw-Zeeland · Niger · Nigeria · Noord-Korea · Noorwegen · Oeganda · Oekraïne · Oezbekistan · Oman · Oostenrijk · Oost‑Timor · Pakistan · Palau · Palestina · Panama · Papoea-Nieuw-Guinea · Paraguay · Peru · Polen · Portugal · Puerto Rico · Qatar · Roemenië · Rusland · Rwanda · Saint Kitts en Nevis · Saint Lucia · Saint Vincent en Grenadines · Salomonseilanden · Samoa · San Marino · Sao Tomé en Principe · Saoedi-Arabië · Senegal · Servië · Seychellen · Sierra Leone · Singapore · Slovenië · Slowakije · Soedan · Somalië · Spanje · Sri Lanka · Suriname · Swaziland · Syrië · Tadzjikistan · Tanzania · Thailand · Togo · Tonga · Trinidad en Tobago · Tsjaad · Tsjechië · Tunesië · Turkije · Turkmenistan · Tuvalu · Uruguay · Vanuatu · Venezuela · Verenigde Arabische Emiraten · Verenigde Staten · Vietnam · Wit-Rusland · Zambia · Zimbabwe · Zuid-Afrika · Zuid-Korea · Zweden · Zwitserland
Uitgesloten van deelname: Brunei